# 시노자키 아야나
시노자키 아야나(일본어: 篠崎 彩奈, 1996년 1월 8일 ~ )는 일본의 여성 아이돌 그룹 전 AKB48의 멤버이다. 사이타마현 출신.

## 내력
2011년
- 9월 24일, AKB48 13기 오디션 합격
- 12월 8일, AKB48 극장 6주년 기념 공연에서 데뷔했다

2013년
- 8월 24일, 팀4의 정규 멤버로 승격했다.

2018년
- 프로듀스48에 참가하여 순위는 91위까지 진입했다.

2020년
- 1월 3일, 산 오피스로 이적했다.

2021년
- 12월 20일, OMG 로 이적했다.

2024년
- 2월 10일, AKB48를 졸업.